# Història de la vela a Catalunya
Història de la vela a Catalunya. La Vela esportiva és un esport nàutic que consisteix en controlar la dinàmica d'un vaixell propulsat solament pel vent actuant sobre les seves veles (anomenat per aquest motiu veler).

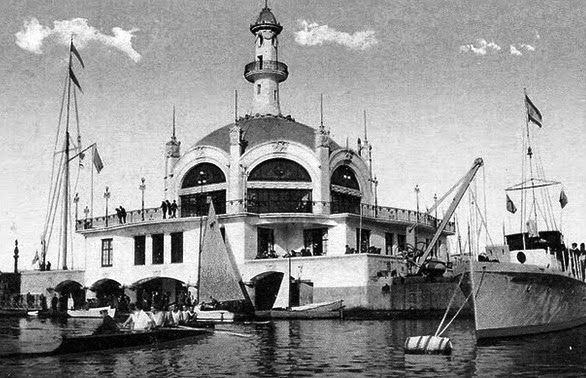
Edifici del RCMB, construït entre 1911 i 1913, i enderrocat el 1957

## Història

### Els pioners catalans
La vela apareix per primer cop a Catalunya l'any 1878 amb la creació del Club Nàutic Tarragona. A Barcelona, per la mateixa època, apareixen el Yacht Club (1879) i el Club de Regates (1881). Ambdues entitats es fusionaren per tal de formar el Reial Club de Barcelona el 1902, a partir de 1913 Reial Club Marítim de Barcelona. El 1879 es creà el Club Català de Regates, que posteriorment esdevingué Reial Club Nàutic de Barcelona.
El 1908, els diferents clubs de l'Estat espanyol que organitzaven regates de vela decidiren adoptar el reglament de l'acabada de crear International Yacht Racing Union (IYRU), que tenia la seu a Londres. Fou un any que s'organitzaren regates a Tarragona i a Barcelona. Al començament del segle XX també es realitzaren regates fins a la desembocadura del Llobregat, Caldes d'Estrac, Arenys de Mar i Sitges.
Figura destacada del moment fou Santiago Amat, que participà en tres Jocs Olímpics (1924, 1928 i 1931) i guanyà la medalla de bronze a Los Angeles 1932 en la prova de monotip olímpic.

### La vela s'organitza

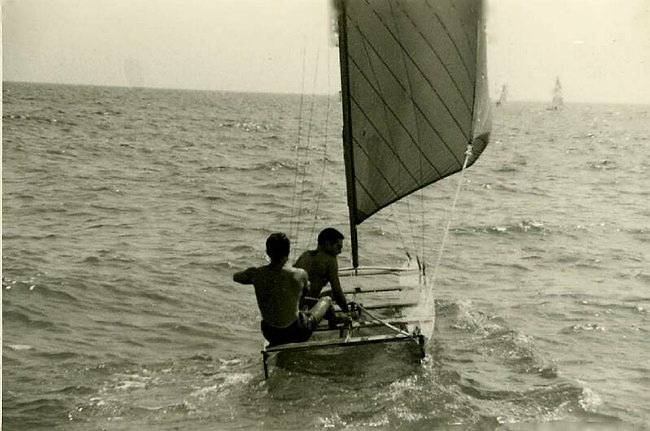
Patí a vela a Sant Pol de Mar

El 1945 es creà la Federació Espanyola de Clubs Nàutics, on els clubs catalans pertanyien a la regió territorial llevantina-balear. Nous clubs neixen com el Club Marítim de Sitges (principi de la dècada de 1940), Club de Vela Blanes (1943), el Club Nàutic Costa Brava (1946), a Palamós, el Club Vela Calella (1947), el CN Arenys de Mar (1951), el CN Vilanova (1957), el CN Vilassar (1960) i el CN Cambrils (1964).
L'any 1965 aquesta Federació Espanyola es va dividir en tres: vela, motonàutica i esquí nàutic, la de Vela amb seu a Barcelona, creant-se també la Federació Catalana. Apareixen nous clubs nàutics, com el CN Sant Pol de Mar (1962), el CN el Masnou (1967), el Club Nàutic Sitges (1967), el Club Marítim Torredembarra (1969) el Club Nàutic Coma-ruga (1970), el Club de Vela de Palamós (1970) o el CN Bétulo (1972).
El 1983, la Federació Catalana de Vela assolí estatus propi. Es creen organismes com l'Escola Catalana de Vela o el Centre Municipal de Vela de Barcelona. A més, es potencià la creació del Port Olímpic de Barcelona amb vista als Jocs Olímpics del 1992.

### Campions olímpics

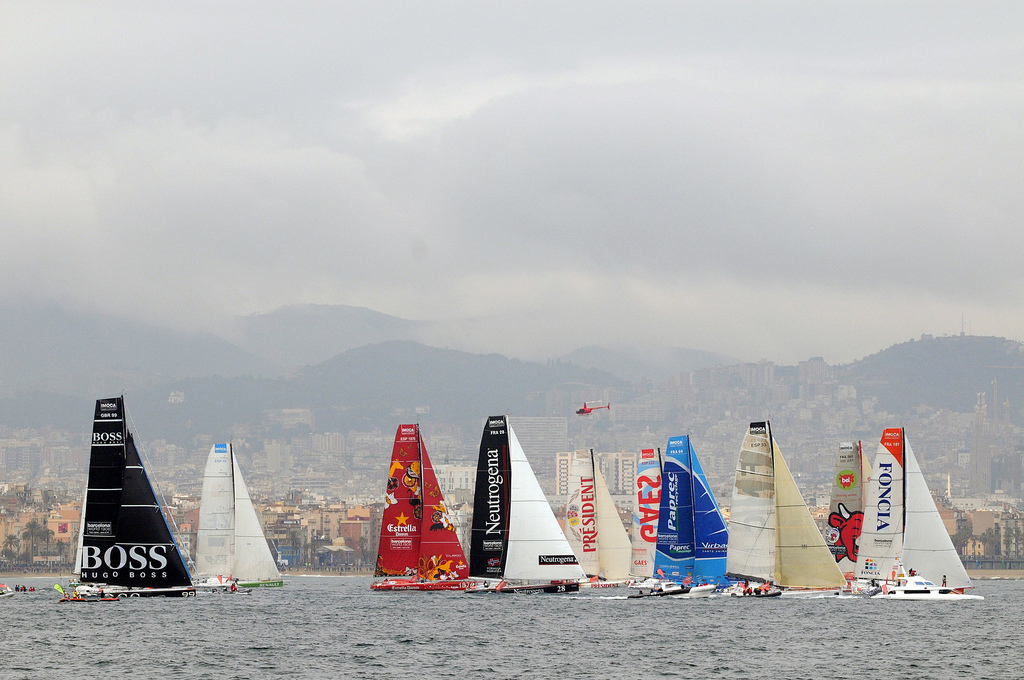
Sortida de la Barcelona World Race (2010)

A partir de la dècada de 1990 la vela catalana assoleix primer nivell mundial. Els regatistes Josep Maria Van der Ploeg en finn i Begonya Via-Dufresne en 470 es proclamen campions olímpics a Barcelona 1992 i Atlanta 1996 respectivament. Natàlia Via-Dufresne guanyà dues medalles d'argent a Barcelona 1992 en classe europa i a Atenes 2004 en classe 470 (aquesta darrera juntament amb Sandra Azón). Uns anys abans, Miquel Noguer ja havia esta or a Moscou 1980 en flying-dutchman i Pere Lluís Millet plata a Mont-real 1976 en 470.
La vela catalana també ha destacat en el campionats del món. Els regatistes catalans campions del món han estat Begonya Via-Dufresne en 470 (1995, 1996); Laia Tutzó, Júlia Garcia i les germanes Sandra i Mònica Azón en yngling (2002, 2006); Carles Masdevall en europa master (2006); Gisela Pulido en surf d'estel (2006-11, 2013); Jordi Xammar i Àlex Clavillé en 420 (2011); Carlos Robles i Florián Trittel en 29er (2011, 2012); Gerard Marín en europa (2012) i Josep María Van der Ploeg en J80 (2012).
S'obrí el Centre Internacional de Vela de Barcelona, situat al Port del Fòrum, dedicat a tecnificació i alt rendiment dels esportistes. Catalunya també ha estat seu de nombroses proves internacionals de vela com la Setmana Catalana de Vela, l'Olympic Sailing Week (1990), la Barcelona World Race (2007), a més de nombrosos campionats del món i d'Europa.

RC Marítim Barcelona
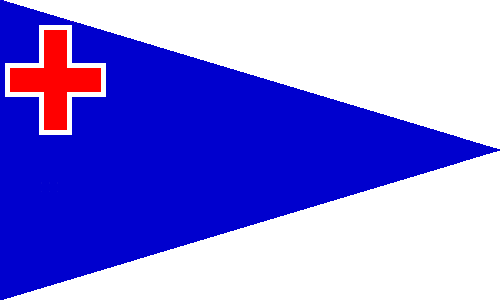
CN Arenys de Mar
RC Nàutic Barcelona
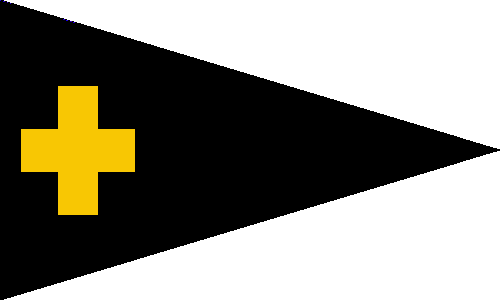
CN Bétulo
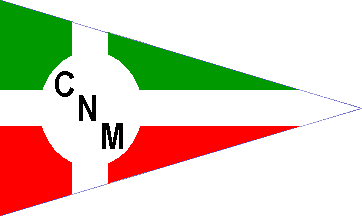
CN el Masnou
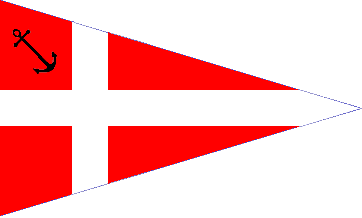
Club Vela Blanes
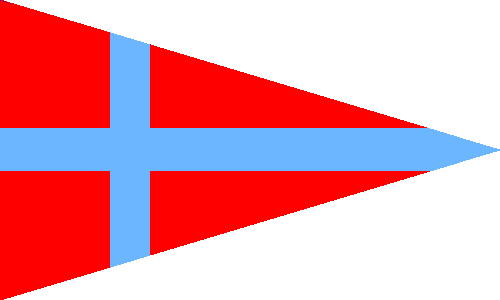
RCN Tarragona

## Regatistes destacats
| Dècada de 1920 - Santiago Amat - Artur Mas - Pere Pi Dècada de 1940 - Ramon Balcells Rodon Dècada de 1950 - Eusebi Bertrand - Jordi Martí - Joan Antoni Ragué - Joan Miràngels Dècada de 1960 - Josep Pi - Santiago Pi - Manuel Baiget - Ignasi Sirvent | Dècada de 1970 - Ramon Balcells Comas - Joan Llort - Gerardo Seeliger - Josep Fèlix Anglada - Humbert Costas - Pere Lluís Millet - Jesús Turró Dècada de 1980 - Miquel Noguer - Alfred Rigau - Josep Pérez - Joan Costas Dècada de 1990 - Josep Maria Van der Ploeg - Mireia Casas - Natàlia Via-Dufresne - Begonya Via-Dufresne - Helen Montilla | Dècada de 2000 - Sandra Azón - Neus Garriga - Mònica Azón - Laia Tutzó - Gisela Pulido - Carles Masdevall - Júlia Garcia Dècada de 2010 - Jordi Xammar - Joan Herp - Bàrbara Cornudella - Sara López - Àlex Clavillé - Marina López - Carlos Robles - Florián Trittel - Gerard Marín |